# Gynoplistia (Gynoplistia) poenghana
Gynoplistia (Gynoplistia) poenghana is een tweevleugelige uit de familie steltmuggen (Limoniidae). De soort komt voor in het Australaziatisch gebied.